# Encore (album de Klaus Nomi)
Pour les articles homonymes, voir Encore.
Albums de Klaus Nomi
Simple Man
(1982) In Concert
(1986)
Encore est la première compilation posthume de Klaus Nomi sortie en novembre 1983, soit 3 mois après le décès du chanteur survenu le 6 août 1983. Elle reprend les principaux succès de ses deux albums, Klaus Nomi et Simple Man, ainsi que quatre titres inédits : Fanfare (un court instrumental), Der Nußbaum, Can't Help Falling in Love, et qu'une version en public de Total Eclipse.

## Liste des titres
| 1.    | Fanfare (inédit)                                                    | 00:40 |
| 2.    | Cold Song                                                           | 04:03 |
| 3.    | Total Eclipse (enregistré au Night-club Hurra's (New York) en 1979) | 04:15 |
| 4.    | Can't Help Falling in Love (inédit)                                 | 03:55 |
| 5.    | Simple Man                                                          | 04:17 |
| 6.    | Wasting My Time                                                     | 04:14 |
| 7.    | Wayward Sisters                                                     | 01:43 |
| 8.    | Ding-Dong! The Witch Is Dead                                        | 03:03 |
| 9.    | You Don't Own Me                                                    | 03:39 |
| 10.   | Der Nußbaum (inédit)                                                | 03:03 |
| 11.   | Lightnin' Strikes                                                   | 02:59 |
| 12.   | The Twist                                                           | 03:10 |
| 13.   | Samson and Delilah (Aria)                                           | 03:52 |
| 42:53 |                                                                     |       |